# Luxemburg (stad)

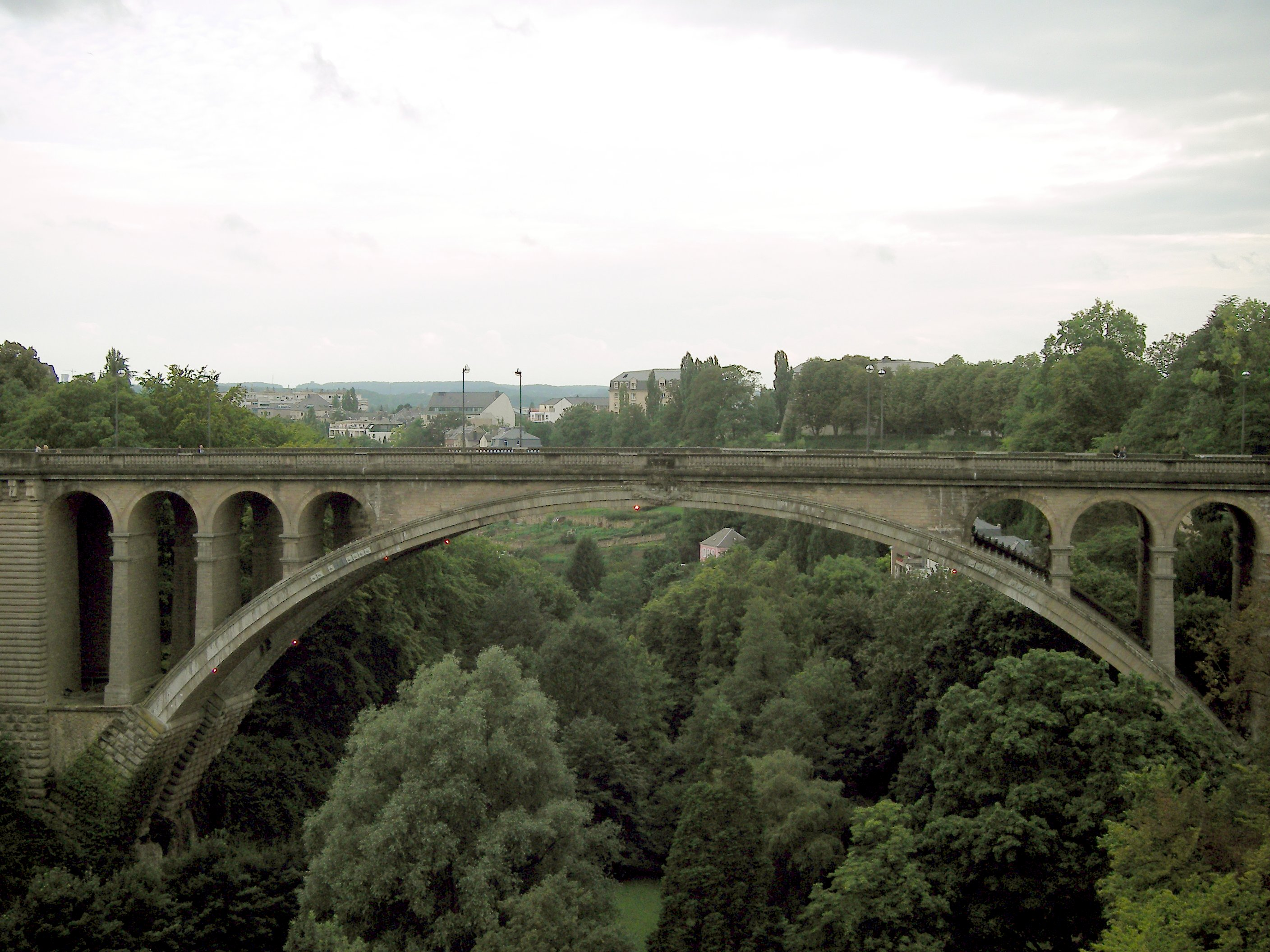
Adolfsbrug in Luxemburg-stad

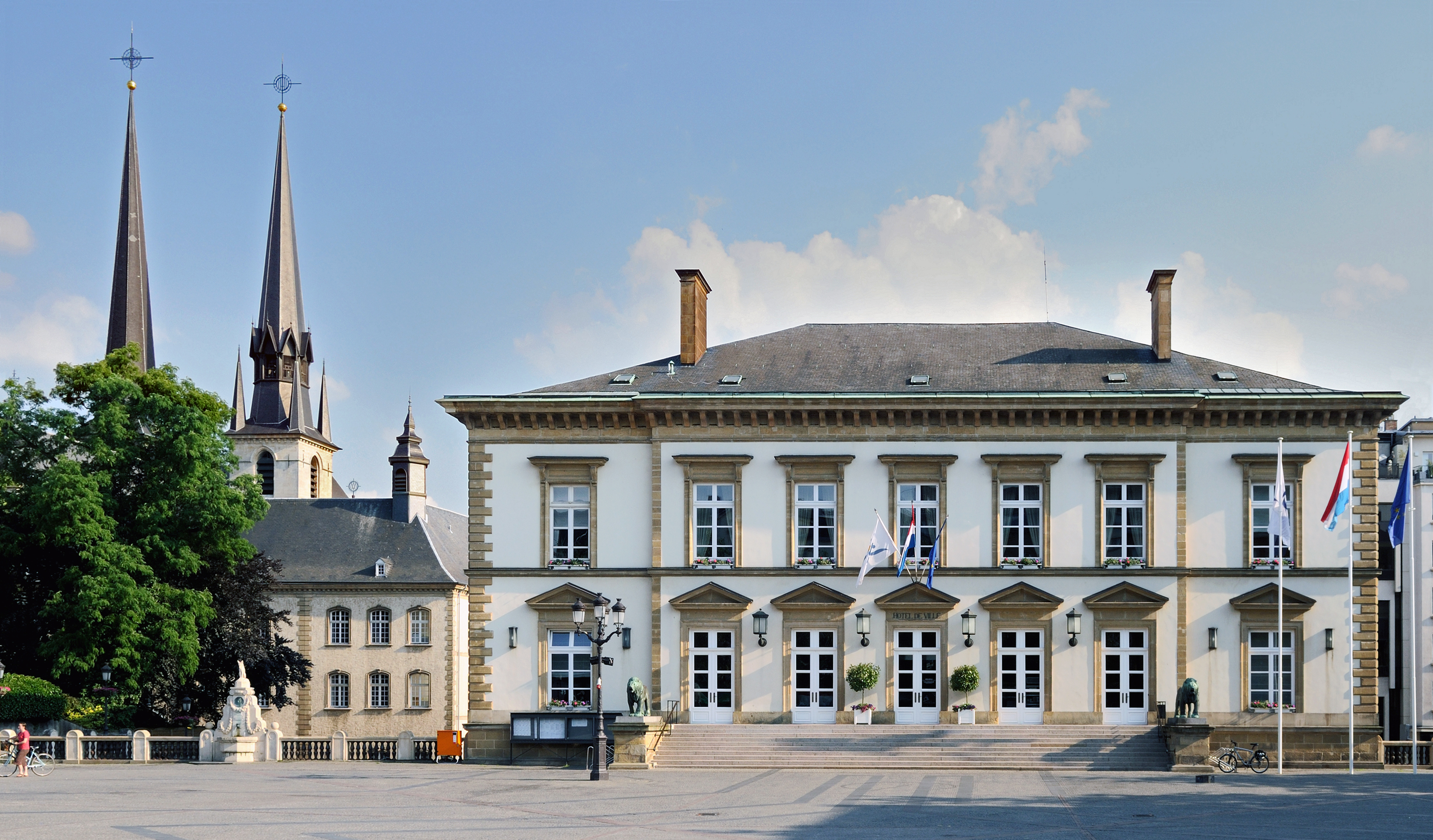
Het stadhuis van Luxemburg met op de achtergrond de kathedraal

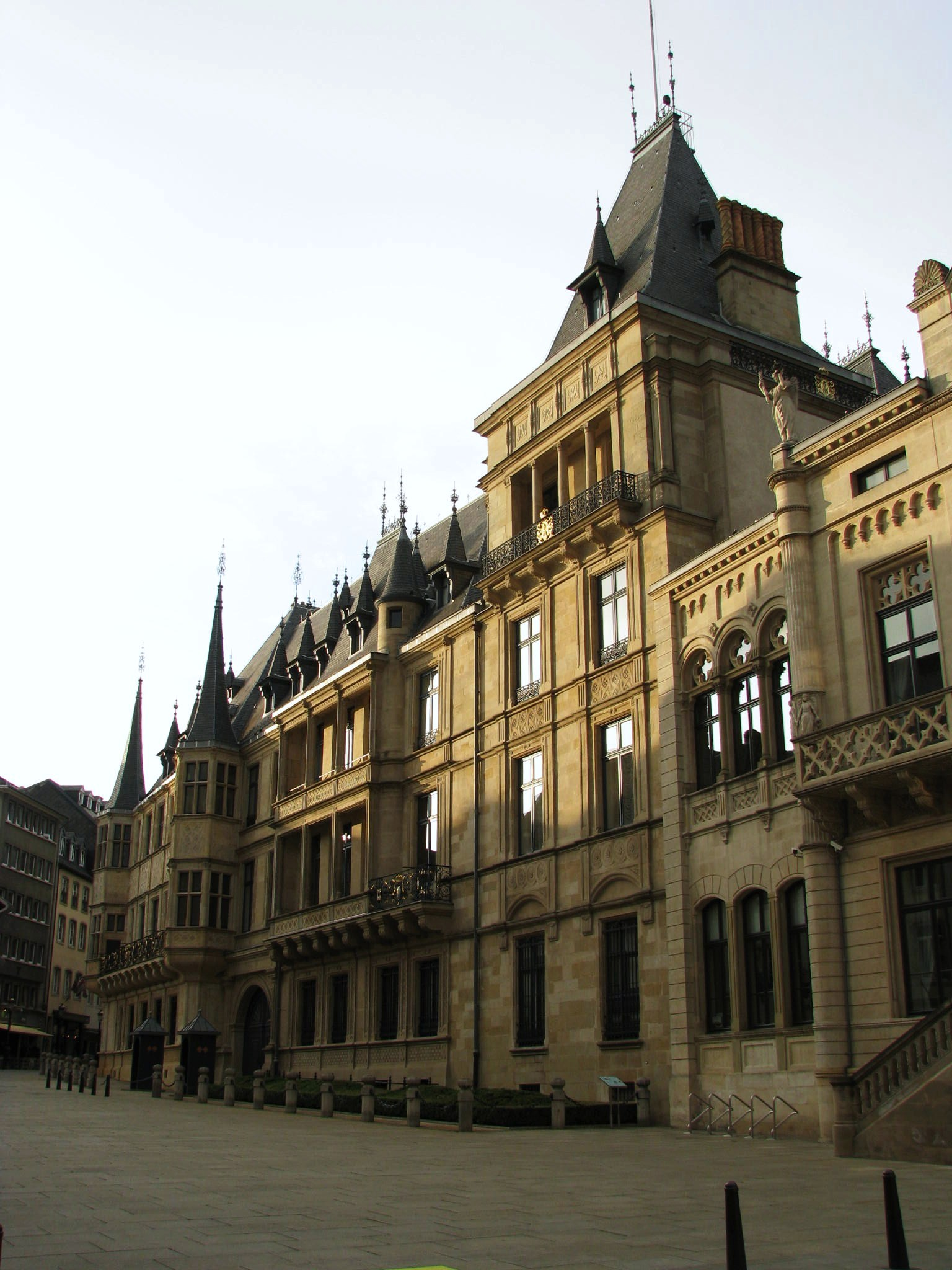
Het Groothertogelijk Paleis

Luxemburg (Frans: Luxembourg, Luxemburgs: Lëtzebuerg, Duits: Luxemburg) is de hoofdstad en grootste stad van het Groothertogdom Luxemburg. Het ligt in het kanton Luxemburg. De rivieren Alzette en Pétrusse stromen door de stad. De naam Luxemburg is afkomstig van Lucilinburhuc, dat kleine burcht betekent.
De stad is een van de rijkste steden van Europa. Het is een belangrijke stad voor de internationale financiële sector. Tegelijkertijd is de stad samen met Brussel, Frankfurt am Main en Straatsburg een van de vestigingsplaatsen van Europese instituties; onder andere het Europese Hof van Justitie is er gevestigd.
Op 25 oktober 2012 verwelkomde de stad haar 100.000ste inwoner.

## Geschiedenis
In 963 bouwde graaf Siegfried op de Bock-rots een kasteel met een eenvoudige verdedigingsmuur. Hieruit is de stad Luxemburg ontstaan. In de loop der eeuwen werden er aan de westzijde nog twee verdedigingsgordels aangelegd. Verschillende ingenieurs, onder wie Vauban, bouwden de stad uit tot een van de sterkste vestingen van Europa. Hierdoor kreeg Luxemburg de bijnaam Gibraltar van het Noorden.
Tijdens het congres van Londen in 1867 werd Luxemburg neutraal verklaard en moesten de vestingwerken ontmanteld worden. Slechts 10% van de vesting is hierdoor bewaard gebleven, waaronder de kazematten die tijdens de Tweede Wereldoorlog als schuilplaats dienden.
De oude binnenstad en enkele overgebleven vestingwerken werden in 1994 op de Werelderfgoedlijst geplaatst.
In 1995 en in 2007 was Luxemburg de Culturele hoofdstad van Europa, een status die het in 2007 deelde met het Roemeense Sibiu.

## Plaatsen in de gemeente
Het gehele gebied van de stad Luxemburg is onderverdeeld in 24 kwartieren of stadsdelen. Deze vallen over het algemeen samen met de belangrijke buurten en voorsteden van de stad Luxemburg, hoewel er een aantal (historische) districten zijn verdeeld tussen twee kwartieren.

## Ontwikkeling van het inwoneraantal
| Jaar:          | 1871   | 1900   | 1930   | 1970   | 2000   | 2006   | 2010   | 2011   | 2012   | 2013    | 2022    |
| Inwoneraantal: | 26.303 | 39.488 | 53.837 | 76.159 | 80.670 | 82.509 | 90.848 | 95.058 | 99.852 | 103.641 | 132.778 |

In de middeleeuwen varieerde het inwoneraantal tussen de 2.000 en 5.000. Omstreeks 1800 waren het er nog niet meer dan ca. 9.000.
In 1920 fuseerde de gemeente Luxemburg met de randgemeenten Hollerich, Eich, Hamm en Rollingergrund, waardoor het inwoneraantal verdubbelde, tot ca. 45.000 inwoners.
De agglomeratie bevat ook aangrenzende kernen als Strassen, Bertrange, Hesperange, Findel en Niederanven en Walferdange. Wanneer men deze aangrenzende kernen meetelt komt men op 200.000 inwoners voor de agglomeratie. Hoe dan ook is Luxemburg hiermee veruit de grootste stad van het land, op ruime afstand pas gevolgd door Esch-sur-Alzette met 36.200 inwoners in 2022. Wanneer men in het Groothertogdom Luxemburg over 'de stad' praat, refereert men doorgaans aan Luxemburg-stad.
Wanneer men de samenstelling van de stadsbevolking beziet, valt op dat slechts 40% de Luxemburgse nationaliteit bezit. De overige 60% is buitenlander en werkt in de vele banken, dienstverlenende bedrijven of Europese instellingen. Overigens bestaat de werkende bevolking ook voor een groot deel uit forenzen uit de buurlanden, waardoor op doordeweekse dagen de Luxemburgers nog verder in de minderheid zijn. Hierdoor zijn niet het Luxemburgs, maar Frans en Duits de voertalen. Engels wordt in mindere mate geaccepteerd, gesproken en verstaan.

## Bezienswaardigheden

### Kerken
- O.L.V. Kathedraal met carillon: de ene toren heeft open torenkapelletjes en onderaan kleine zijspitsen en de andere toren alleen een spits,
- De St. Michielskerk

### Monumenten
- De Gëlle Fra, beroemd herdenkingsmonument
- Het Groothertogelijk Paleis

### Musea
- Arboretum Kirchberg
- Musée d'Art Moderne Grand-Duc Jean (MUDAM)
- Musée national d'histoire naturelle
- Musée National d'Archéologie, d'Histoire et d'Art (MNAHA)
- Lëtzebuerg City Museum
- Musée Dräi Eechelen in Fort Thüngen

## Overige
- de kazematten van Luxemburg (vesting Luxemburg) waaronder de Bockkazematten en Pétrussekazematten vallen. (Unesco-werelderfgoed)
- de Adolfsbrug (Pont Adolphe/Adolphe-Bréck)
- de Groothertogin Charlottebrug (Pont Grande-duchesse Charlotte/Rout Bréck)
- het Stade de Luxembourg van het Luxemburgs voetbalelftal
- Grund en Pfaffenthal (Pafendall)

## Verkeer en vervoer
Luchthaven Luxemburg-Findel is een vliegveld op 6 kilometer ten oosten van de stad. Verder zijn er meerdere treinstations en er zijn buslijnen in dienst.
Vanaf Luxemburg-Findel wordt naar ruim 80 Europese bestemmingen gevlogen, waaronder Londen, Parijs, Madrid, Barcelona, Amsterdam, Zürich, Berlijn, Wenen, Praag, Frankfurt, München en Rome. Verder vertrekken er chartervluchten naar diverse bestemmingen met name in en rond Europa. Luxemburg-Findel is de op vier na grootste goederenluchthaven in Europa.
Het centrale treinstation heet simpelweg station Luxemburg en heeft verbindingen met alle nationale bestemmingen. Daarnaast zijn er internationale verbindingen met bijvoorbeeld Brussel, Luik, Parijs, Straatsburg en Trier.
Luxemburg is het punt waar bijna alle snelwegen van het land samenkomen en hierdoor een schakel in het Europese wegennet. De volgende snelwegen komen er samen:
- De A1 (E44) richting Trier, die aansluit op het Duitse wegennet
- De A3 (E25) richting onder andere Metz en Nancy, die aansluit op het Franse wegennet
- De A4 richting Esch-sur-Alzette
- De A6 (E25) richting Aarlen en Brussel, die aansluit op het Belgische wegennet
- De A7 (E421) richting Midden-Luxemburg

De stad Luxemburg heeft geen volledige ringweg maar een 'hoefijzer', daar de snelwegen A6 en A1 de stad slechts aan de zuidkant omringen. Daarbij zijn er verkeerstechnisch, mede gedwongen door de geografie, een aantal flessenhalzen. De Kirchberg, waar veel mensen werken, kent slechts twee hoogwaardige toegangswegen. Hierdoor kampt het wegennetwerk van en rond de stad met opstoppingen en files. Op de A3 en de Franse A31 loopt het regelmatig vast door het grote aantal Franse forenzen.

### Tram

Het Luxtram project

Tot 1964 reden er trams in de stad. In 2017 werd begonnen met de bouw van een nieuwe tramlijn, genaamd 'Luxtram' die het Stade de Luxembourg in het zuiden met de Aéroport de Luxembourg in het noordoosten moet verbinden. Hij is verwacht om klaar te zijn in 2025. De eerste fase van deze nieuwe tramlijn was al op 10 december 2017 geopend. Om treinreizigers vanuit het noorden een snelle toegang tot de Kirchberg te geven is station Pfaffenthal-Kirchberg geopend. Hierbij wordt het hoogteverschil met de tramlijn overbrugd door de kabelspoorweg Pfaffenthal-Kirchberg. De tweede fase met de doortrekking van de tramlijn van Pfaffenthal-Kirchberg naar Stäreplaz / Étoile is op 27 juli 2018 geopend. De bouw van de derde fase (Stäreplaz / Étoile – Centraal Station) is gestart op 29 oktober 2018 en aan het eind van 2020 in gebruik genomen. Op 11 september 2022 werd de verlenging (in zuidelijke richting) tot de halte Lycée Bouneweg in gebruik genomen. Bij de volgende fase werd in juli 2024 de tramlijn in het zuiden verlengd tot het bedrijvenpark 'Cloche d'Or' en het Stade de Luxembourg. De uitbreiding van Luxexpo naar de luchthaven van 3,9 km is voorzien voor begin 2025. Hiermee zal de tramlijn een traject van 16,4 km krijgen. In het stadscentrum zijn er trajecten zonder bovenleiding waar de tramhaltes voorzien zijn van APS, om de trambatterijen te laden tijdens het halteren.
Er is een ander project om Luxemburg stad te verbinden met een snelle tram met de zuidelijke streek van het land Luxemburg.

### Gratis openbaar vervoer in Luxemburg
Met ingang van 29 februari 2020 hoeven reizigers in bus, tram en trein geen kaartje meer te kopen behalve voor reizen in de eerste klas en op grensoverschrijdende trajecten.
Luxemburg is het eerste land dat openbaar vervoer gratis maakt voor iedereen. Deze maatregel is ingevoerd om de files op de wegen te verminderen en mensen te verlokken de auto voor het openbaar vervoer te verruilen.

## Politiek
De gemeenteraad van Luxemburg bestaat uit 27 leden (Conseilleren), die om de zes jaar verkozen worden volgens een proportioneel kiesstelsel.

### Zetelverdeling
| 1999–2005 De 27 zetels zijn als volgt verdeeld:  | 2005–2011 De 27 zetels zijn als volgt verdeeld: | 2011–2017 De 27 zetels zijn als volgt verdeeld: | 2017–2023 De 27 zetels zijn als volgt verdeeld: |
| Bron: Ministerie van Binnenlandse Zaken / RTL.lu |                                                 |                                                 |                                                 |

### Gemeentebestuur
Na de gemeenteraadsverkiezingen van 2011 trad een coalitie van DP en déi gréng aan, met 15 zetels. Burgemeester werd Xavier Bettel (DP). Toen deze laatste premier van Luxemburg werd, werd hij als burgemeester opgevolgd door Lydie Polfer (DP).

### Burgemeesters van de stad Luxemburg sinds 1800
- François Scheffer (1800–1802, 1816–1817, 1820–1822, 1827–1843)
- Jean-Baptiste Servais (1803–1811)
- Charles Baron De Tornaco (1811–1814)
- Bonaventure Dutreux-Boch (1814–1816)
- Constantin Joseph Pescatore (1817–1820)
- François Röser (1822–1827)
- Fernand Pescatore (1844–1848)
- Jean-Pierre David Heldenstein (1848–1850, 1855–1865)
- Gabriel De Marie (1850–1854)
- Théodore Eberhard (1865–1869)
- Jean Mersch-Wittenauer (1869–1873)
- Charles Simonis (1873–1875)
- Emmanuel Servais (1875–1890)
- Alexis Brasseur (1890–1894)
- Emile Mousel (1894–1904)
- Alphonse Munchen (1905–1914)
- Léandre Lacroix (1914–1918)
- Luc Housse (1918–1920)
- Gaston Diderich (1921–1946)
- Emile Hamilius (1946–1963)
- Paul Wilwertz (1964–1969)
- Colette Flesch (1970–1980)
- Camille Polfer (1980–1981)
- Lydie Wurth-Polfer (1982–1999)
- Paul Helminger (1999–2011)
- Xavier Bettel (2011–2013)
- Lydie Wurth-Polfer (2013–heden)

## Sport
In 1952 werden in Luxemburg de wereldkampioenschappen wielrennen georganiseerd. Heinz Müller won er de wegwedstrijd voor beroepsrenners. Verder was Luxemburg zeven keer etappeplaats in de wielerkoers Ronde van Frankrijk. In 1989 en 2002 startte de wielerkoers er.